# ドラゴンボールZ 危険なふたり!超戦士はねむれない
『ドラゴンボールZ 危険なふたり!超戦士はねむれない』（ドラゴンボールゼット きけんなふたり スーパーせんしはねむれない）は、1994年3月12日に公開された「ドラゴンボール」シリーズの劇場公開作第13弾である。監督は山内重保。
キャッチコピーは「史上最強の超戦士出現!!悟飯、悟天とトランクスのピンチを救え!」。
春休みの東映アニメフェアの1作品として上映された。同時上映作は『Dr.スランプ アラレちゃん ほよよ!!助けたサメに連れられて…』、『SLAM DUNK』。

## 解説
邦画配給収入14億5000万円。
伝説の超サイヤ人「ブロリー」を主題とした劇場版の2作目となる。次回作『ドラゴンボールZ 超戦士撃破!!勝つのはオレだ』で、ブロリーの血液から造られた「バイオブロリー」が登場するが、ブロリー本人とは本作で決着が付く。『ドラゴンボールZ』の劇場版で過去作と直接ストーリーがつながっている続編は『ドラゴンボールZ 激突!!100億パワーの戦士たち』以来となる。なお、タイトルの「危険なふたり」とは孫悟天とトランクス、「超戦士」はブロリーのことを指すという。
主題歌が「WE GOTTA POWER」へと変わった初の劇場版作品であり、本作で高校生に成長した孫悟飯、孫悟天、少年に成長した現代のトランクス、ビーデルが初登場。時系列的には、「劇中では悟空が死んでいること、ビーデルの髪型などから第25回天下一武道会開催の直前と推測できる」と『ドラゴンボール大全集』で解説されている。この時期の孫悟飯は、自身の強さや超サイヤ人のことはビーデルには秘密にしているため、超サイヤ人への変身はビーデルが居合わせていないか気絶している時であり、彼女にブロリーを倒したことを問い詰められた時も「僕じゃない」と否定していた。
なお、ストーリーの前半部分は悟天とトランクスの少年2人を主点に置いているために、子供らしい演出やギャグなどが多用されている。後半は、悟飯が父の悟空に代わってブロリーとの決着を付けようと、前作同様の激しい戦いを繰り広げる。また、本作では孫悟空が、セルとの戦いで死亡していた時期のため、回想シーンとドラゴンボールが願いを叶えた幻（？）という形でしか登場しない。本作は劇場版における新生ドラゴンボールをアピールする意味もあり、新たなレギュラーキャラクター以外で登場するのは高校生に成長した孫悟飯とクリリン、幻（？）として登場した悟空とピッコロだけである。
脚本を担当した小山高生は本作について「悟天とトランクスは、もちろんブロリーと互角に闘えない。今までとちがうアクションの展開になっちゃうね。子供ふたりは、この超強大な敵からひたすら逃げる。逃げて逃げまくって活路を見いだしていく。ぼくのイメージはジェットコースター・ムービー」と評している。

## あらすじ
『ドラゴンボールZ 燃えつきろ!!熱戦・烈戦・超激戦』で新惑星ベジータが崩壊した瞬間、一つの宇宙ポッドが惑星から脱出していた。そこに乗っていたのは伝説の超サイヤ人ブロリー。惑星崩壊の直前まで対決し、自らを打ち破った悟空を追い、地球に漂着したブロリーであったが、悟空から受けたダメージは想像以上に大きく、そのまま極寒地帯の氷の下に閉じ込められてしまう。
7年後、悟天とトランクス、そしてミスター・サタンの娘で悟飯のクラスメイトであるビーデルはドラゴンボール探しをしていた。それぞれ子供ながらのかわいらしい願い事や単に神龍を見たいというだけといういたって遊び心にあふれた冒険であったが、その途中、謎の異常気象と、巨大な恐竜に苦しむナタデ村に辿り着き、その解決策として生け贄問題に悩む人々と出会う。村の問題は簡単に解決したものの、ビーデルに叱られた悟天の泣き声に感応し、氷壁の中に眠っていたブロリーが覚醒してしまう。
彼が7年前、兄や父たちを苦しめた伝説の超サイヤ人などということは知らない悟天やトランクス、ビーデルが闘いを挑む。悟天の顔が悟空にそっくりであったために、ブロリーの怒りと憎しみはさらに暴走。戦いの中、7つ目のドラゴンボールも発見。神龍に願いブロリーを倒してもらおうとするが、ブロリー相手ではそんな隙もなく、大ピンチに陥る。同じ頃、修行中の孫悟飯もただならぬ気を感じ、悟天たちのもとへ向かう。トドメを刺される寸前の悟天らを救い、7年ぶりにブロリーと邂逅。父、孫悟空への復讐を遂げに来たのだと理解した悟飯は、父が亡き今、自分が代わってブロリーとの完全なる決着をつけることを決意し一騎討ちを挑むが、以前よりパワーアップしたブロリーに窮地に追い込まれる。だがその時、7つ揃ったドラゴンボールが光を帯びる。

## 登場人物

### レギュラーキャラクター
- 孫悟空、孫悟飯、孫悟天 - 野沢雅子
- クリリン - 田中真弓
- トランクス - 草尾毅
- ビーデル - 皆口裕子
- ナレーター - 八奈見乗児

### ゲストキャラクター
長老
声 - 高木均
山の水晶を採石して暮らす村人たちが住むナタデ村の老人。かつては村を襲う怪物に立ち向かおうとしたが力尽き、祈祷師のお告げに従うことになった。7年前から異常気象が続き、山の動物を食い尽くした怪物が村を襲いだした災難をビーデルたちに説明した。
ココ
声 - 嶋方淳子
ナタデ村の娘。山神と思われた村を襲う恐竜への生贄にされそうになっていたところを悟天たちに救われる。
名前は村の名前と共にナタデココから。
ココの祖父
心を痛めつつ、ココをいけにえに差し出す。
祈祷師
声 - 茶風林
ナタデ村の祈祷師。独特の呪文を唱えつつ祈祷を行い村人を煽動する。恐竜を山神だと決めつけ、祟りを恐れココを生贄にしようとしたが、悟天たちに恐竜を退治されたことで面目を潰された上に、付けていたネックレスをトランクスに土産として譲ることになってしまった。次回作『ドラゴンボールZ 超戦士撃破!!勝つのはオレだ』にも登場する。
怪物
異常気象で巨大に成長した、村を襲っていた恐竜。悟天とトランクスにあっさりと退治され、その後解体されて村人たちのバーベキューにされる。
ブロリー
声 - 島田敏
劇場版第11作『燃えつきろ!!熱戦・烈戦・超激戦』に登場した、伝説の超サイヤ人。7年前に孫悟空たちに倒され、新惑星ベジータと運命を共にしたかと思われていたが、崩壊寸前に宇宙ポッドに乗り込み地球へ向けて脱出していた。漂着地点が極寒地帯であったため、墜落時にできたクレーターごと氷付けとなり、氷河の下に7年間封印され眠り続けていたが、ビーデルたちがやってきた際に悟天の嘘泣きに共鳴し復活。さらに増した憎しみで孫悟天たちに襲い掛かる。今作では「カカロット」以外の言葉をほとんど発さない。

## スタッフ
- 製作総指揮 - 泊懋、安齊富夫
- 原作 - 鳥山明
- 企画 - 森下孝三、清水賢治、金田耕司、週刊少年ジャンプ
- 製作担当 - 風間厚徳
- 脚本 - 小山高生
- 音楽 - 菊池俊輔
- 撮影監督 - 梶原裕美子
- 編集 - 福光伸一
- 録音 - 二宮健治
- 美術監修・設定 - 窪田忠雄
- 美術監督 - 徳重賢
- 作画監督 - 山室直儀
- 監督 - 山内重保
- 原画 - 館直樹、入好さとる、細田守、稲上晃、山室直儀 他
- 宣伝協力 - フジテレビ

## 主題歌
オープニングテーマ - 「WE GOTTA POWER」
作詞 - 森雪之丞 / 作曲・編曲 - 石川恵樹 / 歌 - 影山ヒロノブ
エンディングテーマ - 「奇蹟のビッグ・ファイト」
作詞 - 森雪之丞 / 作曲 - 林哲司 / 編曲 - 戸塚修 / 歌 - 影山ヒロノブ

## 映像ソフト
いずれも東映ビデオより発売。
- VHS・LD
1994年9月9日に発売。
- DVD
  - DRAGON BALL 劇場版 DVDBOX DRAGON BOX THE MOVIES
2006年4月14日発売。
  - DRAGON BALL THE MOVIES #10 ドラゴンボールZ 危険なふたり!超戦士はねむれない
2008年12月12日発売。
- Blu-ray
  - DRAGON BALL THE MOVIES Blu‐ray ♯05
2018年12月5日発売。

## 関連書籍
- ドラゴンボールZ アニメコミックス 危険なふたり! 超戦士はねむれない - 集英社、1994年8月発売、ISBN 978-4-8342-1197-9

## 受賞歴
- 第12回ゴールデングロス賞優秀銀賞[6]